# Rudy Barbier
Rudy Barbier (ur. 18 grudnia 1992 w Beauvais) – francuski kolarz szosowy.
Jego młodszy brat, Pierre Barbier, również jest kolarzem.

## Osiągnięcia
Opracowano na podstawie:

2013
- 1. miejsce w klasyfikacji młodzieżowej Paris-Arras Tour
  - 1. miejsce na 2. etapie

2014
- 2. miejsce w Paris-Arras Tour
  - 1. miejsce w klasyfikacji młodzieżowej
  - 1. miejsce na 1. etapie (jazda drużynowa na czas)
- 2. miejsce w Ronde de l’Oise

2015
- 1. miejsce na 1. etapie Circuit des Ardennes
- 3. miejsce w Grand Prix de Denain
- 1. miejsce w klasyfikacji młodzieżowej World Ports Classic

2016
- 1. miejsce w Paryż-Troyes
- 1. miejsce w Cholet-Pays de la Loire
- 2. miejsce w Grand Prix de la ville de Pérenchies
- 3. miejsce w Paryż-Bourges

2017
- 2. miejsce w Grand Prix de la Somme
- 1. miejsce w Paryż-Bourges

2019
- 1. miejsce w Classic Loire Atlantique
- 3. miejsce w Tour of Estonia
  - 1. miejsce na 1. etapie

2020
- 1. miejsce na 1. etapie Vuelta a San Juan
- 1. miejsce na 4. etapie Okolo Slovenska

2023
- 1. miejsce na 2. etapie Tour de Bretagne

## Rankingi
| Rok             | 2012 | 2013 | 2014 | 2015 | 2016 | 2017 | 2018  | 2019 | 2020 | 2021 | 2022 | 2023  |
| --------------- | ---- | ---- | ---- | ---- | ---- | ---- | ----- | ---- | ---- | ---- | ---- | ----- |
| UCI World Tour  |      |      |      |      | -    | 141. | 231.  |      |      |      |      |       |
| World Ranking   |      |      |      |      | 114. | 97.  | 891.  | 236. | 338. | 618. | 800. | 1615. |
| UCI Europe Tour | 815. | 379. | 89.  | 94.  | 28.  | 39.  | 1076. | 196. | 278. | 495. | 603. | -     |
|                 |      |      |      |      |      |      |       |      |      |      |      |       |
| Źródło: UCI     |      |      |      |      |      |      |       |      |      |      |      |       |